# Hilfe für junge Volljährige
Hilfe für junge Volljährige wird 18- bis in der Regel 21-jährigen (maximal 27-jährigen) für die Persönlichkeitsentwicklung und zu einer eigenverantwortlichen Lebensführung gemäß § 41 SGB VIII gewährt. Im weiteren Sinne gibt es Hilfeangebote, die in der Jugendhilfe nach Maßgabe der einschlägigen Vorschriften im Vierten Abschnitt des Zweiten Kapitels SGB VIII gewährt werden. Sie umfassen Hilfen zur Erziehung und Eingliederungshilfen für seelisch behinderte Kinder und Jugendliche.

## Historischer Hintergrund
Bis 1975 begann in Westdeutschland die Volljährigkeit mit 21 Jahren. Danach trat eine massive Versorgungslücke für den Personenkreis der Heranwachsenden ein. In West-Berlin wurde der Leistungseinbruch aus  Sicht eines nicht mehr Anspruchsberechtigten auf das Jugendwohlfahrtsgesetz kurze Zeit später notdürftig kompensiert durch die Einführung einer „Volljährigenbetreuungsvorschrift“, die allerdings nur innerhalb der Berliner Jugendverwaltung Relevanz besaß. Eine Reihe einschlägig engagierter Autoren beschrieb den Missstand und kümmerte sich um Entwürfe bezüglich entsprechender Angebote- und Leistungspositionen im kommenden Jugendhilfegesetz, darunter Reinhard Wiesner, Rita Süssmuth, Johannes Münder, Manfred Günther, Holm Putzke, Ilse Reichel-Koß und Peter Schruth.

## Adressaten der Hilfe
Adressat der Hilfe gemäß § 41 SGB VIII ist der junge Volljährige selbst, da mit Vollendung des 18. Lebensjahres die Erziehungsverantwortung der Eltern erlischt. Der junge Volljährige soll „verselbständigt“ werden, um ihn in die Lage zu versetzen, ein „eigenverantwortliches Leben“ führen zu können. Aus diesem Grund unterscheidet sich das Hilfeangebot an junge Volljährige von dem an Minderjährige bzw. dem für anspruchsberechtigte Eltern gem. § 27 Abs. 1. Durch Hilfe zur Erziehung sollen Eltern in der Wahrnehmung ihrer Erziehungsverantwortung unterstützt werden.
Da diese Erziehungsverantwortung bei einem jungen Volljährigen nicht mehr existiert, sind Hilfen unzulässig, die sich auf die Herkunftsfamilie beziehen. Hierin liegt auch die Begründung für die vom Gesetzgeber im § 41 Abs. 2 SGB VIII getroffene Wahl der Ausgestaltung der Hilfe. Die Sozialpädagogische Familienhilfe (§ 31 SGB VIII) und die Erziehung in einer Tagesgruppe (§ 32 SGB VIII) wurden nicht mit in den Aufgabenkatalog aufgenommen, da sie sich auf die Herkunftsfamilie beziehen und somit ungeeignet sind.

## Junge Geflüchtete
Unbegleitete minderjährige Flüchtlinge werden in Deutschland im Rahmen der Kinder- und Jugendhilfe untergebracht und betreut. Diese ist bei Bedarf bis zur Vollendung des 27. Lebensjahres für die jungen Menschen zuständig. Bis zur Vollendung des 21. Lebensjahres besteht sogar ein sog. Regelrechtsanspruch auf Unterstützung. Dennoch endet für viele junge Geflüchtete die Jugendhilfe oftmals schon mit 18 Jahren.

## Inhalt der Hilfe
Hilfe für junge Volljährige kann sowohl als „fortgesetzte Hilfe“ zur Erziehung gewährt werden, wie auch als „Ersthilfe“, die erst nach Vollendung des 18. Lebensjahres beantragt wird.
Bei einer „fortgesetzten Hilfe“ zur Erziehung wird das Angebot, die im Rahmen der Jugendhilfe vor Vollendung des 18. Lebensjahres gewährt wurde, auch nach dem Erreichen der Volljährigkeit fortgeführt. Dabei muss die Hilfe, um eine Aussetzung zu vermeiden, bereits vor Vollendung des 18. Lebensjahres beantragt werden. Durch die „fortgesetzte Hilfe“ zur Erziehung soll die Gefährdung der bisherigen Fortschritte verhindert werden.
Die Beantragung einer „Ersthilfe“ ist rechtlich bis zur Vollendung des 21. Lebensjahres möglich. Sie sollte jedoch so früh wie möglich erfolgen.
Hilfe für junge Volljährige wird in der Regel bis zur Vollendung des 21. Lebensjahres gewährt (in besonderen Einzelfällen auch darüber hinaus).
Eine weitere „Anspruchsvoraussetzung“ für die Gewährung der Hilfe ist die „Mitwirkungsbereitschaft“ des antragstellenden jungen Volljährigen. Phasen, in denen junge Menschen oppositionelles Verhalten der Sozialpädagogik gegenüber zeigen, sind normal. Es gehört zu den Aufgaben der Jugendhilfe, den jungen Menschen in solchen Phasen zu unterstützen. Weigern sich junge Volljährige jedoch, an der Hilfe mitzuwirken und halten sie Verträge nicht ein, kann die Leistung vom Jugendamt versagt werden.
Der § 41 Abs. 3 sieht auch vor, dass junge Volljährige nach Beendigung der Jugendhilfe noch nachbetreut werden können. Zu diesem Zweck kann im Hilfeplanverfahren eine bestimmte Anzahl Kontaktstunden für Beratung vereinbart werden (in der Regel maximal 20 Stunden). Diese Nachbetreuung soll dazu dienen, Unterstützung durch die gewohnte Bezugsperson bei Notfällen und Einzelfragen zu gewährleisten.
Häufig wurden in der Vergangenheit anspruchsberechtigte Volljährige von der Jugendhilfe wegen Nichtzuständigkeit zum Sozialamt geschickt, um dort Eingliederungshilfe zu beantragen. Heute gibt es eine Vielzahl gerichtlicher Entscheidungen bis hin zu den obersten Bundesgerichten, die vermeiden sollen, dass der Berechtigte keinerlei Hilfen erhält, weil beide Behörden jeweils auf die andere verweisen.